# RJ-230
A RJ-230 é uma rodovia brasileira do estado do Rio de Janeiro.
Com 155 quilômetros de extensão, a RJ-230 tem início na divisa com Minas Gerais, no município de Porciúncula e término no entroncamento com a BR-101, município de Campos dos Goytacazes, já próximo da divisa com o Espírito Santo. Denominada por Rodovia Prefeito Alaor Braz da Fonseca  , liga o município de Porciúncula ao seu distrito de Santa Clara, a partir do entroncamento com a RJ 220, no Caeté, e transformou o distrito num vetor de crescimento.
Aproximadamente 36 dos 155 quilômetros da rodovia são em leito natural. O restante encontra-se devidamente pavimentado. O DER-RJ realizou obras de pavimentação num trecho de 18 quilômetros entre os distritos porciunculenses de Purilândia e Santa Clara..
Conhecida como Rodovia do Café, é uma importante via para o escoamento da produção leiteira e de café do Noroeste Fluminense.